# Belichting (fotografie)
De belichting van een opname is de totale hoeveelheid licht die op het gevoelige materiaal of de beeldsensor valt. Deze belichting is afhankelijk van de helderheid van het onderwerp, het diafragma, de belichtingstijd en de filmgevoeligheid (ISO-waarde) van de film.
De term belichting in de fotografie is niet te verwarren met de gelijknamige term belichting in de theaterwereld. In de fotografie spreekt men in dat geval van uitlichting.

## Grenzen
Het lichtgevoelige materiaal of de beeldsensor heeft een beperkt dynamisch bereik: er is een ondergrens waaronder het materiaal niet reageert en op een sensor slechts ruis te zien is, maar ook een bovengrens waarboven het materiaal verzadigd is en een sensor overstuurd wordt. Voor een mooi ogende foto moet de belichting over het gehele beeld binnen deze grenzen blijven. Een foto waarvan delen met minder dan de ondergrens zijn belicht, noemen we onderbelicht; een foto waarvan delen met meer dan de bovengrens zijn belicht, noemen we overbelicht. Het gebied waarbinnen de belichting goed is, is afhankelijk van de filmgevoeligheid, die als ISO-waarde wordt aangeduid op het rolletje of de camera. Vrijwel alle digitale camera's kunnen een histogram met lichtsterktes laten zien, waaruit kan worden afgeleid hoe de belichting is:

Verschillende belichtingen, met histogrammen
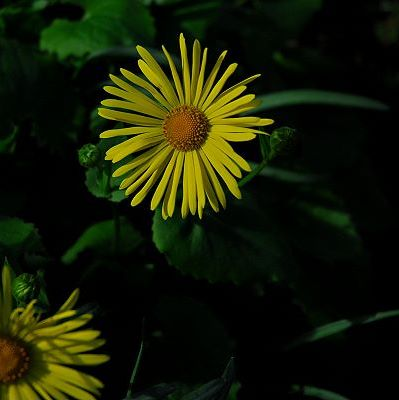
Onderbelicht
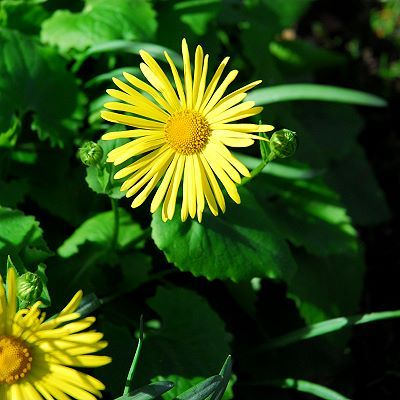
Juist belicht
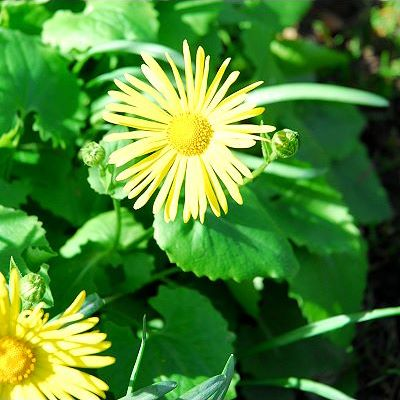
Overbelicht
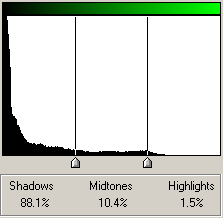
Histogram van onderbelichte opname
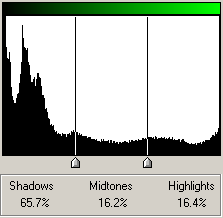
Histogram van correct belichte opname
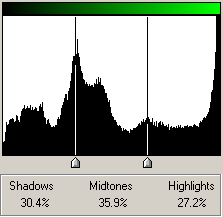
Histogram van overbelichte opname

## Meetmethoden
Voor de komst van automatisch geregelde camera's maakten fotografen gebruik van een losse belichtingsmeter, waarmee de hoeveelheid licht werd gemeten. Dit was als meetmethode niet bijzonder nauwkeurig. In de jaren 70 van de twintigste eeuw kwamen er camera's op de markt die een ingebouwde belichtingsmeter hadden, waarmee de hoeveelheid licht op de film kon worden gemeten. In principe werken moderne digitale spiegelreflexcamera's nog steeds met een ingebouwde belichtingsmeter, maar deze is gekoppeld aan een of meer van de drie variabelen die we in de camera gebruiken om de belichting aan te passen: de filmgevoeligheid, het diafragma en de sluitertijd.
De manier waarop de ingebouwde lichtsensor meet, kan meestal worden ingesteld op een bepaald deel van het beeld, of als gemiddelde over het gehele beeld. Afhankelijk van de compositie en het onderwerp wordt de gewenste methode geselecteerd. Onder normale omstandigheden zal de foto als geheel geen grote contrasten bevatten en kiezen we voor een gemiddelde. Bij een foto van het maanoppervlak daarentegen zal onderbelichting van de ruimte rondom de maan geen probleem zijn en kiezen we voor het maanoppervlak om de belichting te bepalen. Doen we dat niet, dan krijgen we een foto die deels over- en deels onderbelicht is.

## Filmgevoeligheid
De filmgevoeligheid kunnen we in een digitale camera per foto aanpassen aan de lichtomstandigheden. Verdubbeling van de ISO-waarde levert een verdubbeling van de lichtgevoeligheid op. Een nadeel bij hoge ISO-waarden is dat er meer ruis in beeld zichtbaar wordt en de kleurweergave verslechtert.

## Diafragma
Het diafragma bepaalt hoeveel licht de lens doorlaat. Een diafragma werkt zoals de iris in het oog: hoe kleiner het diafragma, des te minder licht er wordt doorgelaten. De diafragma-instelling werkt echter omgekeerd: een laag F-getal komt overeen met een groot diafragma. Het grootst mogelijke diafragma (en dus het laagste F-getal) is afhankelijk van de gebruikte lens en, indien van toepassing, de brandpuntsafstand waarop de lens is ingesteld.
De keuze van het diafragma bepaalt in grote mate de scherptediepte van de foto. Een groot diafragma levert beelden op die op een andere afstand tot de lens dan die waarop de lens is scherpgesteld, onscherp zijn. Bij een klein diafragma is de foto van dichtbij tot veraf scherp.

## Sluitertijd
Door de sluitertijd te vergroten laten we langduriger licht op de film of sensor vallen, waardoor de belichting groter wordt. De bewegingsonscherpte neemt echter ook toe met de tijd.

## HDR
Met HDR of High dynamic range fotografie worden meerdere foto's na bewerking digitaal gecombineerd tot een enkele foto, waarin de delen die anders over- of onderbelicht zouden zijn, nog contrast bevatten. In plaats van een enkele foto worden kort na elkaar drie of meer foto's met verschillende sluitertijden gemaakt. De belichting varieert van enkele stops te laag tot enkele stops te hoog. Onder- en overbelichte delen worden niet gebruikt voor het uiteindelijke resultaat. Deze methode van fotografie wordt door sommige fabrikanten ook aangeduid met AEB (Automatic Exposure Bracketing).

## Filters
Door gebruik te maken van filters kan de belichting voor de gehele foto of voor een deel ervan worden aangepast. Meestal maakt men hiervoor gebruik van een grijsfilter wanneer de gehele opname minder sterk belicht moet worden, of van een grijsverloopfilter om een deel van de foto minder sterk te belichten, waardoor de foto beter in balans is.

## Lichtbronnen
Het gebruik van natuurlijk licht of kunstlicht (gloeilampen en flitsers) om het onderwerp beter te belichten, noemen we in de fotografie uitlichten. Hoewel het met belichting te maken heeft, valt het niet onder het begrip belichting.